# Ibziq
Ibziq, en arabe : إبزيق, ou Khirbet Ibziq, est un village du gouvernorat de Tubas en Cisjordanie, territoire palestinien occupée, situé à 20 km au nord-est de Naplouse.

Selon le recensement du bureau central palestinien des statistiques, la localité compte une population de 129 habitants en 2017.

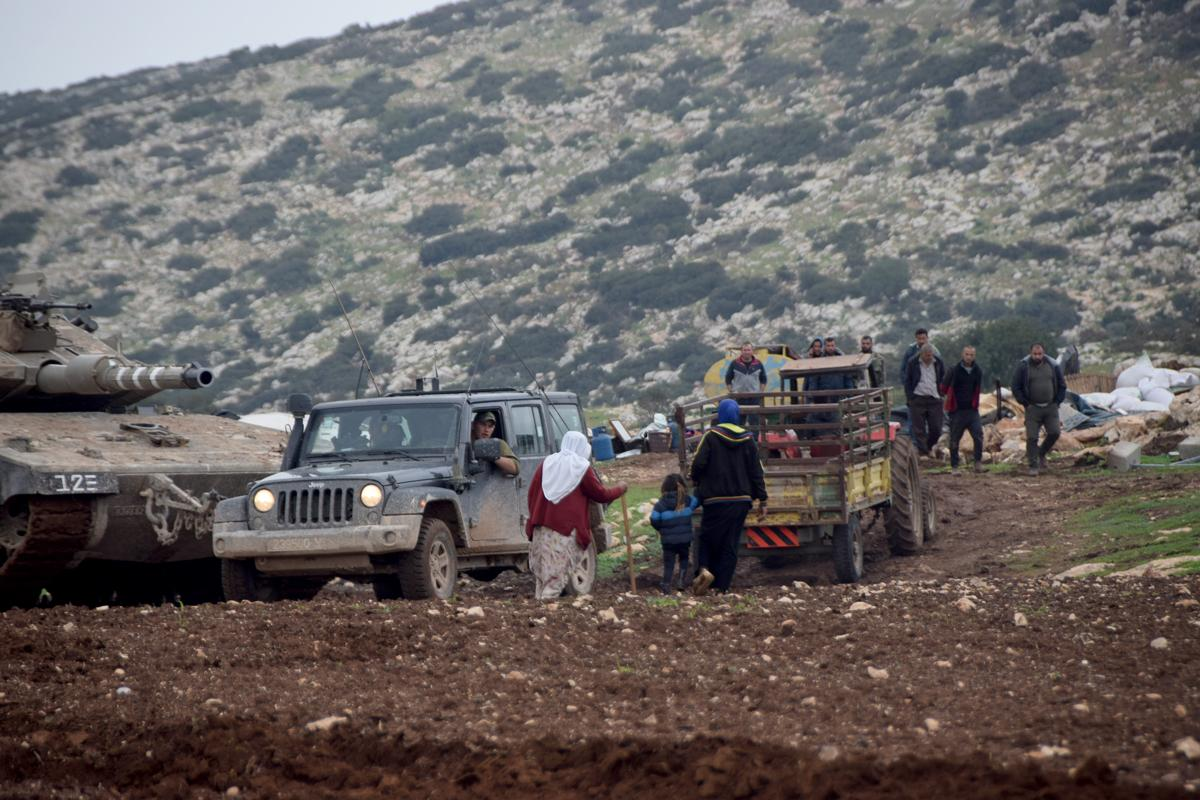
Entraînement de chars israéliens dans les champs du village, forçant les habitants à quitter leurs maisons, décembre 2021.
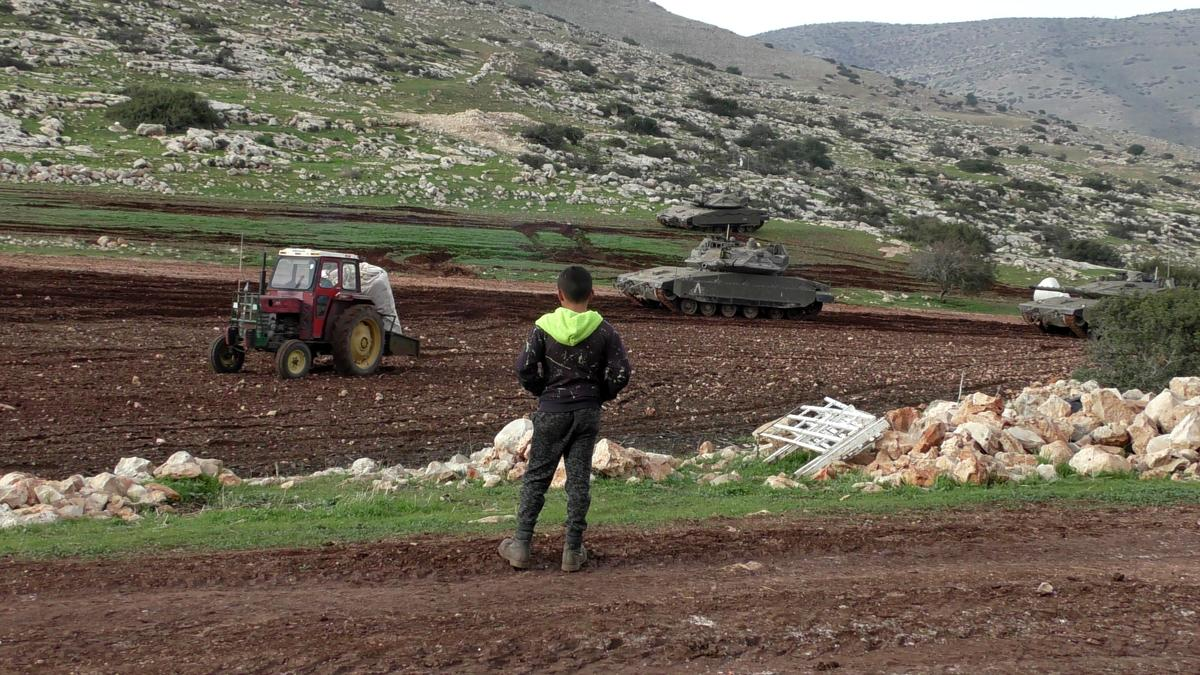
Chars israéliens endommageant les cultures d'orge palestiniennes pendant leur exercice, décembre 2021.